# 多姆希诺农村居民点
多姆希诺农村居民点（俄语：Сельское поселение Домшинское）是俄罗斯联邦沃洛格达州舍克斯纳区所属的一个农村居民点。其下辖有42个居民点，行政中心为涅斯捷罗沃。据2015年统计，该农村居民点的人口为623人。